# Боньяр
Боньяр (ісп. Boñar) — муніципалітет в Іспанії, у складі автономної спільноти Кастилія-і-Леон, у провінції Леон. Населення — 2085 осіб (2010).
Муніципалітет розташований на відстані близько 300 км на північний захід від Мадрида, 35 км на північний схід від Леона.
На території муніципалітету розташовані такі населені пункти: (дані про населення за 2010 рік)
- Адрадос: 14 осіб
- Барріо-де-лас-Ольяс: 39 осіб
- Ла Вега-де- Boñar: XX осіб i Один рік interbuscó лікаря в цьому районі муніципалітету Boñar тому, і ми слідуємо , що ми розраховуємо, що і ми кидаємо посухи
- Лас-Бодас: 33 особи
- Боньяр: 1505 осіб
- Сереседо: 15 осіб
- Кольє: 44 особи
- Фелечас: 53 особи
- Грандосо: 42 особи
- Льяма: 80 осіб
- Оронес: 14 осіб
- Овільє: 27 осіб
- Побладо-дель-Пантано-дель-Порма: 4 особи
- Ремельян: 3 особи
- Рукайо: 27 осіб
- Вальдекастільйо: 43 особи
- Вальдеуеса: 26 осіб
- Венерос: 26 осіб
- Восмедіано: 24 особи
- Воснуево: 66 осіб

## Демографія
Динаміка населення (INE ):

## Галерея зображень

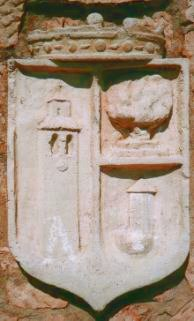
Герб муніципалітету Боньяр
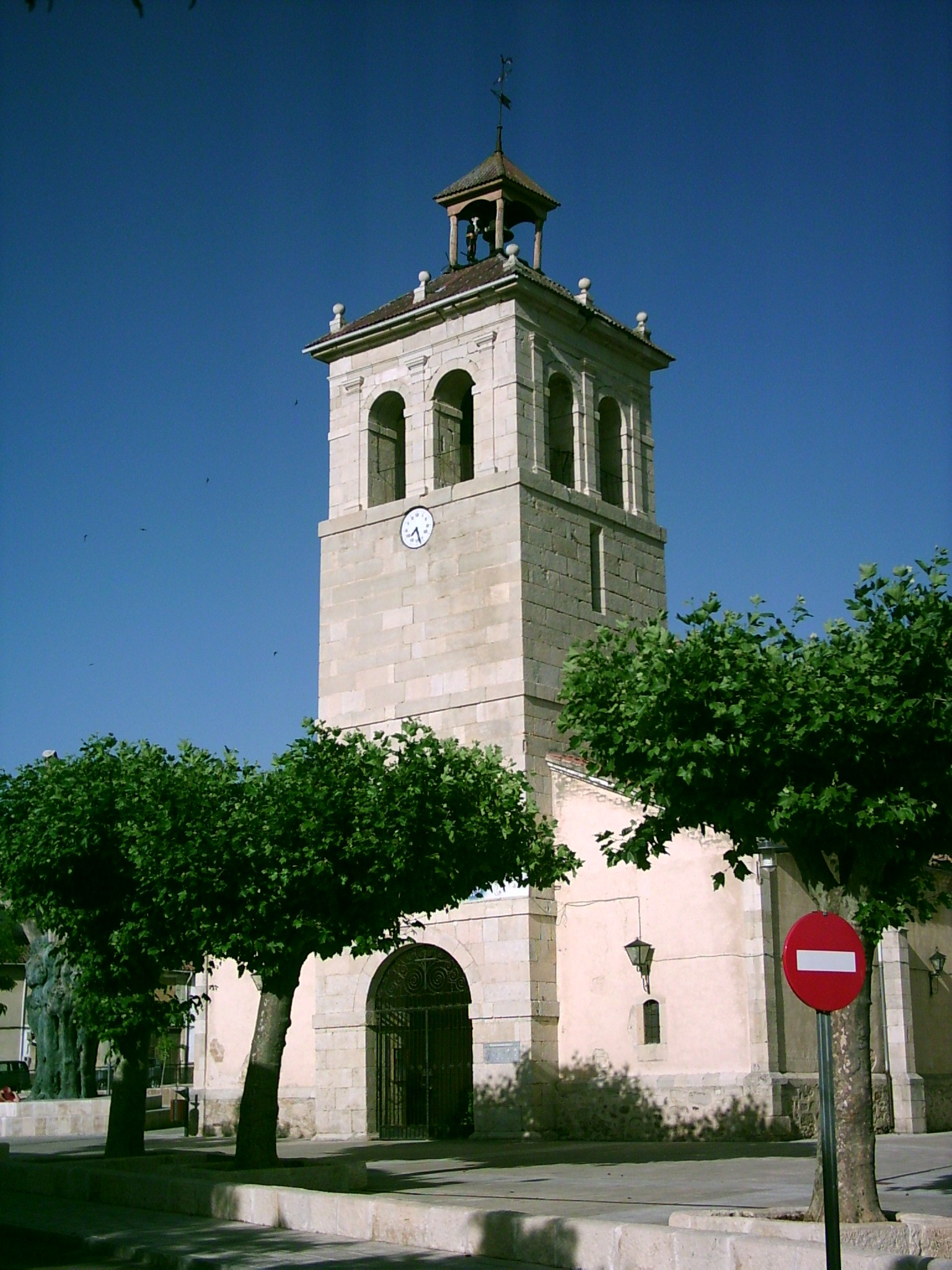
Парафіяльна церква Сан-Педро-Апостоль, Боньяр